# Malo Polje (Mostar)
Pour les articles homonymes, voir Malo Polje.
Malo Polje (en serbe cyrillique : Мало Поље) est un village de Bosnie-Herzégovine. Il est situé sur le territoire de la ville de Mostar, dans le canton d'Herzégovine-Neretva et dans la fédération de Bosnie-et-Herzégovine. Selon les premiers résultats du recensement bosnien de 2013, il compte 487 habitants.

## Géographie
Le village est situé au sud de Blagaj, à la confluence des rivières Buna et Bunica. La source de la Bunica, située entre Malo Polje et Hodbina, est une source karstique inscrite sur la liste des monuments naturels géo-morphologiques de Bosnie-Herzégovine,.

## Démographie

### Évolution historique de la population
| 1948 | 1953 | 1961 | 1971 | 1981 | 1991 | 2013 |
| ---- | ---- | ---- | ---- | ---- | ---- | ---- |
| -    | -    | 549  | 571  | 604  | 634  | 487  |

|  |